# Peter C. Frank
Peter C. Frank (* 17. Januar 1943 in New York City; † 19. August 2024) war ein US-amerikanischer Filmeditor.

## Wirken
Peter C. Frank wurde 1943 als Sohn von Chris Christensen und seiner Frau Margaret geboren. Nach der Heirat seiner Mutter mit Lloyd Frank nahm er dessen Familiennamen an. Seine Eltern waren beide als Arbeitsvermittler tätig und wurden in der McCarthy-Ära wegen ihrer kommunistischen Überzeugungen auf eine schwarze Liste gesetzt.
Ein Studium an der University of Connecticut brach er nach einem Jahr ab und arbeitete zunächst als Dienstbote bei CBS in New York. Zu seinen Aufgaben gehörte unter anderem die Auslieferung von Filmrollen an  ein Tonstudio. Er nahm dort eine Stelle an und konnte bald erste Erfahrungen in der Tonbearbeitung und Tonmischung sammeln. Als angestellter Editor bei Stars and Stripes Forever Productions schnitt er Werbespots für unter anderem Burger King und Virginia Slims.
Ab 1969 studierte Frank am Mannes College of Music, wo er Cello-Unterricht nahm. Parallel zu seinem Studium arbeitete er weiter in Tonstudios. Ab Mitte der 1970er Jahre folgten erste Arbeiten bei Filmproduktionen als Assistant Sound Editor. 1977 erlangte er verspätet seinen Abschluss am Mannes College, konzentrierte sich dann aber eher auf die Arbeit als Editor. Als Ton-Editor arbeitete er 1980 unter anderem an Jerry Schatzbergs Western-Drama On the Road Again und Jonathan Demmes Tragikomödie Melvin und Howard. 1981 wirkte Frank bei Sidney Lumets Polizeifilm Prince of the City als Supervising Sound Editor.
Im Jahr 1982 übernahm er bei Lumets Filmdrama The Verdict – Die Wahrheit und nichts als die Wahrheit erstmals hauptverantwortlich den Schnitt eines Spielfilms. Es folgten Arbeiten an Projekten wie Dirty Dancing, Miss Firecracker, Life Is Trouble oder Joes Apartment – Das große Krabbeln. 1988 zeichnete Frank für den Schnitt des später mit einem Oscar ausgezeichneten Kurzfilm The Appointments of Dennis Jennings verantwortlich.
2005 wurde er für seinen Schnitt von Die Liebe stirbt nie für einen Eddie Award nominiert.
Von Juli 2010 bis April 2014 überwachte er bei CBS Television den Schnitt von vier Staffeln der Serie Blue Bloods – Crime Scene New York. Danach zog er sich von der Arbeit in der Filmbranche zurück und arbeitete stattdessen als Mediator und Sozialarbeiter. Er studierte Sozialarbeit am Hunter College und schloss sein Studium mit einem Master ab. Sein filmisches Schaffen umfasst über 40 Produktionen für Film und Fernsehen.
Frank war seit 1967 Mitglied der Motion Picture Editors Guild, in der er seit Mitte der 1980er im Board of Local 771 (New York) und seit 1999 im Board of Directors tätig war. Er war außerdem Mitglied der American Cinema Editors.
Er starb am 19. August 2024 im Alter von 81 Jahren, nachdem vier Jahre zuvor eine Krebserkrankung bei ihm diagnostiziert worden war. Er hinterließ seine Frau Lucy Kantrowitz, seinen Sohn Michael Frank sowie zwei Enkel.

## Filmografie (Auswahl)
- 1982: The Verdict – Die Wahrheit und nichts als die Wahrheit (The Verdict)
- 1983: Daniel
- 1984: Countdown to Looking Glass (Fernsehfilm)
- 1985: Tödliche Beziehung (Compromising Positions)
- 1987: Dirty Dancing
- 1987: Hello Again – Zurück aus dem Jenseits (Hello Again)
- 1987: A Walk on the Moon
- 1988: The Appointments of Dennis Jennings (Kurzfilm)
- 1989: Miss Firecracker
- 1990: Mord mit System (A Shock to the System)
- 1991: Without Warning: The James Brady Story (Fernsehfilm)
- 1992: Erbitterte Jagd (Fugitive Among Us, Fernsehfilm)
- 1992: Schrei, wenn du kannst (In the Eyes of a Stranger, Fernsehfilm)
- 1993: Tödliche Sucht (Blind Spot, Fernsehfilm)
- 1994: Life Is Trouble (I Like It Like That)
- 1995: Tatort Schlafzimmer (Dangerous Intentions)
- 1996: Joes Apartment – Das große Krabbeln (Joe's Apartment)
- 1997: Steve Prefontaine – Der Langstreckenläufer (Prefontaine)
- 1998: Strike – Mädchen an die Macht! (All I Wanna Do)
- 1999: Murder in a Small Town (Fernsehfilm)
- 2001: Prison Song
- 2002: Imperium – Zwei Welten prallen aufeinander (Empire)
- 2002: New Americans (Fernsehfilm)
- 2003: Lost Junction – Irgendwo im Nirgendwo (Lost Junction)
- 2003: Nola
- 2004: Speak – Die Wahrheit ändert alles (Speak)
- 2005: Die Liebe stirbt nie (Their Eyes Were Watching God, Fernsehfilm)
- 2006: Saved (Fernsehserie, fünf Episoden)
- 2008: New Amsterdam (Fernsehserie, zwei Episoden)
- 2008: Cadillac Records
- 2009: Reunion
- 2010–2014: Blue Bloods – Crime Scene New York (Blue Bloods, Fernsehserie, 30 Episoden)
- 2011: Lights Out (Fernsehserie, drei Episoden)